# Lijst van voetbalinterlands Oezbekistan - Thailand
Deze lijst van voetbalinterlands is een overzicht van alle officiële voetbalwedstrijden tussen de nationale teams van Oezbekistan en Thailand. De landen speelden tot op heden tien keer tegen elkaar. De eerste ontmoeting, een groepswedstrijd tijdens de Aziatische Spelen 1994 op 7 oktober 1994 in Hiroshima (Japan). Het laatste duel, een achtste finale van de Azië Cup 2023, vond plaats in Al Wakrah (Qatar) op 30 januari 2024.

## Wedstrijden
| №  | Plaats    | Datum            | Competitie                 | Wedstrijd              | Uitslag |
| -- | --------- | ---------------- | -------------------------- | ---------------------- | ------- |
| 1  | Hiroshima | 7 oktober 1994   | Aziatische Spelen 1994     | Thailand – Oezbekistan | 4 – 5   |
| 2  | Bangkok   | 24 juli 1999     | Vriendschappelijk          | Thailand – Oezbekistan | 1 – 0   |
| 3  | Bangkok   | 18 mei 2000      | Vriendschappelijk          | Thailand – Oezbekistan | 2 – 0   |
| 4  | Shanghai  | 3 september 2000 | Vriendschappelijk          | Thailand – Oezbekistan | 4 – 2   |
| 5  | Tasjkent  | 8 november 2003  | Azië Cup 2004 kwalificatie | Oezbekistan – Thailand | 3 – 0   |
| 6  | Bangkok   | 21 november 2003 | Azië Cup 2004 kwalificatie | Thailand – Oezbekistan | 4 – 1   |
| 7  | Bangkok   | 22 december 2007 | Vriendschappelijk          | Thailand – Oezbekistan | 3 – 2   |
| 8  | Tasjkent  | 6 juni 2017      | Vriendschappelijk          | Oezbekistan − Thailand | 2 − 0   |
| 9  | Namangan  | 14 juni 2022     | Azië Cup 2023 kwalificatie | Oezbekistan − Thailand | 2 − 0   |
| 10 | Al Wakrah | 30 januari 2024  | Azië Cup 2023              | Oezbekistan − Thailand | 2 − 1   |

## Samenvatting
| Competitie            | Totaal gespeeld | Winst Oezbekistan | Gelijk | Winst Thailand | Doelsaldo Oezbekistan – Thailand |
| --------------------- | --------------- | ----------------- | ------ | -------------- | -------------------------------- |
| Azië Cup              | 1               | 1                 | 0      | 0              | 2 − 1                            |
| Azië Cup-kwalificatie | 3               | 2                 | 0      | 1              | 6 − 4                            |
| Aziatische Spelen     | 1               | 1                 | 0      | 0              | 5 − 4                            |
| Vriendschappelijk     | 5               | 1                 | 0      | 4              | 6 − 10                           |
| Totaal                | 10              | 5                 | 0      | 5              | 19 − 19                          |

UFF · A-internationals · Bondscoaches · Statistieken · Oezbeeks vrouwenelftal · Olympisch elftal · Oezbekistan U21 · Oezbekistan U20 · Oezbekistan U19 · Oezbekistan U18 · Oezbekistan U17
1990 – 1999 ·
2000 – 2009 ·
2010 – 2019 ·
2020 – 2029 ·
1994 · 
1995 · 
1996 · 
1997 · 
1998 · 
1999 · 
2000 · 
2001 · 
2002 · 
2003 · 
2004 · 
2005 · 
2006 · 
2007 · 
2008 · 
2009 · 
2010 · 
2011 · 
2012 · 
2013 · 
2014 ·
2015 ·
2016 ·
2017 ·
2018 ·
2019 ·
2020 ·
2021 ·
2022 ·
2023
Albanië ·
Armenië ·
Australië ·
Azerbeidzjan ·
Bahrein ·
Bangladesh ·
Bolivia ·
Bosnië en Herzegovina ·
Burkina Faso ·
Cambodja ·
Canada ·
China ·
Costa Rica ·
Estland ·
Filipijnen ·
Georgië ·
Hongkong ·
India ·
Indonesië ·
Irak ·
Iran ·
Israël ·
Japan ·
Jemen ·
Jordanië ·
Kameroen ·
Kazachstan ·
Kirgizië ·
Koeweit ·
Letland ·
Libanon ·
Malediven ·
Maleisië ·
Marokko ·
Mexico ·
Mongolië ·
Montenegro ·
Nieuw-Zeeland ·
Nigeria ·
Noord-Korea ·
Oeganda ·
Oekraïne ·
Oman ·
Palestina ·
Qatar ·
Rusland ·
Saoedi-Arabië ·
Senegal ·
Singapore ·
Slowakije ·
Sri Lanka ·
Syrië ·
Tadzjikistan ·
Taiwan ·
Thailand ·
Turkije ·
Turkmenistan ·
Uruguay ·
Venezuela ·
Verenigde Arabische Emiraten ·
Verenigde Staten ·
Vietnam ·
Wit-Rusland ·
Zuid-Korea ·
Zuid-Soedan ·
Zweden
FAT · A-internationals · Bondscoaches · Statistieken · Thais vrouwenelftal · Thailand U21 · Thailand U20 · Thailand U19 · Thailand U18 · Thailand U17
1950 – 1959 · 
1960 – 1969 · 
1970 – 1979 · 
1980 – 1989 · 
1990 – 1999 · 
2000 – 2009 · 
2010 – 2019 ·
2020 − 2029
Asian Cup 1972 ·
Asian Cup 1992 · 
Asian Cup 1996 · 
Asian Cup 2000 · 
Asian Cup 2004 · 
Asian Cup 2007
OS 1956 · 
OS 1968
1956 · 
1957 · 
1958 · 
1959 · 
1960 · 
1961 · 
1962 · 
1963 · 
1964 · 
1965 · 
1966 · 
1967 · 
1968 · 
1969 · 
1970 · 
1971 · 
1972 · 
1973 · 
1974 · 
1975 · 
1976 · 
1977 · 
1978 · 
1979 · 
1980 · 
1981 · 
1982 · 
1983 · 
1984 · 
1985 · 
1986 · 
1987 · 
1988 · 
1989 · 
1990 · 
1991 · 
1992 · 
1993 · 
1994 · 
1995 · 
1996 · 
1997 · 
1998 · 
1999 · 
2000 · 
2001 · 
2002 · 
2003 · 
2004 · 
2005 · 
2006 · 
2007 · 
2008 · 
2009 · 
2010 · 
2011 · 
2012 · 
2013 ·
2014 ·
2015 ·
2016 ·
2017 ·
2018 ·
2019 ·
2020 ·
2021 ·
2022 ·
2023
Afghanistan ·
Australië ·
Bahrein ·
Bangladesh ·
Bhutan ·
Brazilië ·
Brunei ·
Bulgarije ·
Cambodja ·
China ·
Congo-Brazzaville ·
Denemarken ·
Duitsland ·
Egypte ·
Estland ·
Faeröer ·
Filipijnen ·
Finland ·
Gabon ·
Georgië ·
Ghana ·
Hongkong ·
India ·
Indonesië ·
Irak ·
Iran ·
Israël ·
Japan ·
Jemen ·
Jordanië ·
Kameroen · 
Kazachstan ·
Kenia ·
Kirgizië ·
Koeweit ·
Laos ·
Letland ·
Libanon ·
Liberia ·
Libië ·
Liechtenstein ·
Luxemburg ·
Macau ·
Malediven ·
Maleisië ·
Malta ·
Marokko ·
Myanmar ·
Nederland ·
Nepal ·
Nieuw-Zeeland ·
Nigeria ·
Noord-Ierland ·
Noord-Korea ·
Noorwegen ·
Oezbekistan ·
Oman ·
Oost-Timor ·
Pakistan ·
Palestina ·
Papoea-Nieuw-Guinea ·
Polen ·
Qatar ·
Saoedi-Arabië ·
Singapore ·
Slowakije ·
Sri Lanka ·
Suriname ·
Syrië ·
Taiwan ·
Tadzjikistan ·
Trinidad en Tobago ·
Turkmenistan ·
Uruguay ·
Verenigde Arabische Emiraten ·
Verenigde Staten ·
Vietnam ·
Zuid-Afrika ·
Zuid-Korea ·
Zuid-Vietnam ·
Zweden